# 1313

## Esdeveniments
- 26 d'abril, Vall d'Aran: d'acord amb el Tractat de Poissy, Sanç I de Mallorca restitueix aquest territori al rei d'Aragó Jaume el Just.[1]

## Naixements
- Giovanni Boccaccio